# Conte di Abingdon
Conte di Abingdon è un titolo ereditario della nobiltà inglese della parìa inglese.

## Storia
Il titolo venne creato il 30 novembre 1682 per James Bertie, V barone Norreys di Rycote. Egli era il figlio primogenito di Montagu Bertie, II conte di Lindsey e di sua moglie, Bridget, IV baronessa Norreys di Rycote, e fratellastro minore di Robert Bertie, III conte di Lindsey (vedi Conte di Lindsey e Barone Willoughby de Eresby). La famiglia di sua madre discendeva da Sir Henry Norris, che era stato perlamentare per il Berkshire e l'Oxfordshire alla Camera dei Comuni, oltre che ambasciatore in Francia. Nel 1572 egli venne elevato Lord Norreys di Rycote. Nel 1621 egli venne creato Visconte Thame e Conte di Berkshire nella parìa d'Inghilterra ma alla sua morte senza eredi i due titoli si estinsero. Egli venne però succeduto nella baronìa da sua figlia Elizabeth, la quale sposò Edward Wray. Alla sua morte il titolo passò alla figlia della coppia, la già menzionata Bridget, seconda moglie del secondo conte di Lindsey.
Il quinto barone, come si è già detto, nel 1682 venne nominato conte di Abingdon e così sino al VII conte il quale, morto senza eredi, venne succeduto da un lontano cugino di quinto grado il quale poi succedette come conte di Lindsey nel 1938.

## Baroni Norreys di Rycote (1572)
- Henry Norris, I barone Norreys di Rycote (c. 1530–1601)
- Francis Norris, I conte di Berkshire, II barone Norreys di Rycote (1582–1624)
- Elizabeth Wray, III baronessa Norreys di Rycote (m. 1645)
- Bridget Bertie, IV baronessa Norreys di Rycote (1627–1657)
- James Bertie, V barone Norreys di Rycote (1653–1699) (creato Conte di Abingdon nel 1682)

## Conti di Abingdon (1682)
- James Bertie, I conte di Abingdon (1653–1699)
- Montagu Venables-Bertie, II conte di Abingdon (1672–1743)
- Willoughby Bertie, III conte di Abingdon (1692–1760)
- Willoughby Bertie, IV conte di Abingdon (1740–1799)
- Montagu Bertie, V conte di Abingdon (1784–1854)
- Montagu Bertie, VI conte di Abingdon (1808–1884)
- Montagu Arthur Bertie, VII conte di Abingdon (1836–1928)
- Montagu Henry Edmund Towneley-Bertie, VIII conte di Abingdon (1887–1963) (succedette come XIII conte di Lindsey nel 1938)
- Richard Henry Rupert Bertie, XIV conte di Lindsey, IX conte di Abingdon (n. 1931)